# Липовцы (Марий Эл)
 Липовцы  — опустевшая деревня в Советском районе Республики Марий Эл. Входит в состав Кужмаринского сельского поселения.

## География
Находится в центральной части республики Марий Эл на расстоянии приблизительно 22 км по прямой на север от районного центра посёлка Советский.

## История
Деревня была известной с 1859 года, когда здесь было 15 домов, в 1898 году — 22, в 1900 году — 35 домов. В 1955 году в Липовцах было 36 домов, затем деревня попала в разряд неперспективных населённых пунктов, крестьяне начали покидать обжитые места. В 1975 году здесь оставалось 8 домов и 16 жителей. В 1985—1987 годах на месте бывшей деревни были построены летние домики для базы отдыха рабочих Советской строительной ПМК, существовавшей ещё лет десять. В советское время работали колхозы имени Ленина и имени Чапаева.

## Население
Население не было учтено как в 2002 году, так и в 2010.